# Salpingotus pallidus
Salpingotus pallidus — ендемічний для Казахстану вид гризунів родини Dipodidae. В Аральському районі населяють закріплені піски з чагарниками і злаками і піски з злаково-полинною травою. У Прибалкашші населяють дрібнозернисті піски і глинисто-піщані пустелі. Поодинокі, нічні. Розмноження починається після сплячки в квітні. Самиці зазвичай дають два посліду за сезон. Харчуються переважно насінням, ефемерами та дрібними безхребетними.